# فندق‌لی‌چالی (کاهتا)
فندق‌لی‌چالی (به ترکی استانبولی: Fındıklıçalı) (به کردی: Elbeyi) یک منطقهٔ مسکونی کردنشین در ترکیه است که در کاهتا واقع شده‌است.